# Baker County (Georgia)
Baker County is een county in de Amerikaanse staat Georgia.
De county heeft een landoppervlakte van 889 km² en telt 4.074 inwoners (volkstelling 2000). De hoofdplaats is Newton.